# Chiesa del Santissimo Crocifisso ad Antesaecula
La chiesa del Santissimo Crocifisso ad Antesaecula è una chiesa monumentale di Napoli, è ubicata in via Santa Maria Antesaecula.

## Storia
Il complesso conventuale fu edificato nel 1764 ad opera di padre Vincenzo Portanova che chiese di poter affiancare un ospizio per attività assistenziali alla chiesa di proprietà delle francescane. Il 19 agosto 1775 fu autorizzato ad acquistare una casa per accogliere pentite ed orfane. La chiesa fu invece rifatta nel 1849 su volontà di Ferdinando II delle Due Sicilie che commissionò all'architetto neoclassico Guglielmo Turi, il progetto. Con un dispaccio reale dell'11 luglio 1875 al ritiro fu imposto l'utilizzo solo a fini educativi.
Il ritiro del Crocifisso ad Antesaecula fu successivamente raggruppato nei Collegi Riuniti per le Figlie del Popolo, con legge speciale 2 agosto 1897 e Regio Decreto 8 giugno 1898. L'ospizio fu danneggiato parzialmente dai bombardamenti del 1943; la struttura fu attiva fino agli anni settanta, quando morirono gli ultimi due anziani. In seguito, il complesso fu abbandonato e lasciato all'incuria. Da quando fu abbandonato venne utilizzato come deposito armi e stupefacenti dalla criminalità organizzata del quartiere e dopo il blitz del 22 novembre 2000 furono murate tutte le finestre e il portale della chiesa.
L'interno, completamente spoglio, è a tre navate divise da colonne ioniche e abside cassettonata. Lo spazio interno è ricoperto di spazzatura, gli stucchi crollano a pezzi e in alcune parti si notano squarci nelle coperture voltate. È ormai un fabbricato completamente nudo, privo di tracce di arredi e altre decorazioni.